# Іскваймолт
Іскваймолт (англ. Esquimalt) — окружний муніципалітет в Канаді, у провінції Британська Колумбія, у складі регіонального округу Кепітел.

## Населення
За даними перепису 2016 року, окружний муніципалітет нараховував 17655 осіб, показавши зростання на 8,9%, порівняно з 2011-м роком. Середня густина населення становила 2 494,7 осіб/км².
З офіційних мов обидвома одночасно володіли 2 255 жителів, тільки англійською — 15 120, тільки французькою — 30, а 65 — жодною з них. Усього 1645 осіб вважали рідною мовою не одну з офіційних, з них 20 — одну з корінних мов, а 15 — українську.
Працездатне населення становило 65,7% усього населення, рівень безробіття — 6,5% (6,9% серед чоловіків та 6% серед жінок). 88,7% осіб були найманими працівниками, а 9,8% — самозайнятими.
Середній дохід на особу становив $42 660 (медіана $35 593), при цьому для чоловіків — $47 543, а для жінок $37 802 (медіани — $40 956 та $31 277 відповідно).
32,1% мешканців мали закінчену шкільну освіту, не мали закінченої шкільної освіти — 13,3%, 54,6% мали післяшкільну освіту, з яких 39,6% мали диплом бакалавра, або вищий, 100 осіб мали вчений ступінь.
| Статево-вікова структура населення | Статево-вікова структура населення | Статево-вікова структура населення | Статево-вікова структура населення | Статево-вікова структура населення |
| ---------------------------------- | ---------------------------------- | ---------------------------------- | ---------------------------------- | ---------------------------------- |
|                                    |                                    |                                    |                                    |                                    |
| Всього                             | Всього                             | 51,0%49,0%                         |                                    |                                    |
| 0 — 14 років                       | 0 — 14 років                       |                                    | 12%                                | 12%                                |
| 15 — 64 років                      | 15 — 64 років                      |                                    | 70,1%                              | 70,1%                              |
| 65 і більше                        | 65 і більше                        |                                    | 17,8%                              | 17,8%                              |
| 85 і більше                        | 85 і більше                        |                                    | 2,4%                               | 2,4%                               |
| Середній вік (років)               | Середній вік (років)               | 41,744,9                           | 43,2                               | 43,2                               |
| Медіана (років)                    | Медіана (років)                    | 41,145,9                           | 43,4                               | 43,4                               |
| — чоловіки — жінки                 |                                    |                                    |                                    |                                    |

| Походження мешканців:     | Походження мешканців:     | Походження мешканців: | Походження мешканців: | Походження мешканців: |
| ------------------------- | ------------------------- | --------------------- | --------------------- | --------------------- |
| Походження                |                           |                       | осіб                  | %                     |
| Корінні американці        | Корінні американці        |                       | 1 455                 | 8.6%                  |
| Інше північноамериканське | Інше північноамериканське |                       | 4 885                 | 28.86%                |
| Європейське               | Європейське               |                       | 13 535                | 79.97%                |
| британське                | британське                |                       | 10 405                | 61.48%                |
| французьке                | французьке                |                       | 2 595                 | 15.33%                |
| українське                | українське                |                       | 935                   | 5.52%                 |
| Латинськоамериканське     | Латинськоамериканське     |                       | 215                   | 1.27%                 |
| Карибське                 | Карибське                 |                       | 160                   | 0.95%                 |
| Африканське               | Африканське               |                       | 275                   | 1.62%                 |
| Азійське                  | Азійське                  |                       | 1 510                 | 8.92%                 |
| Океанійське               | Океанійське               |                       | 95                    | 0.56%                 |

| Зайнятість населення за галузями (за класифікацією NOC): | Зайнятість населення за галузями (за класифікацією NOC): | Зайнятість населення за галузями (за класифікацією NOC): | Зайнятість населення за галузями (за класифікацією NOC): | Зайнятість населення за галузями (за класифікацією NOC): |
| -------------------------------------------------------- | -------------------------------------------------------- | -------------------------------------------------------- | -------------------------------------------------------- | -------------------------------------------------------- |
|                                                          |                                                          |                                                          |                                                          |                                                          |
| Управління                                               | Управління                                               |                                                          | 9,7%                                                     | 9,7%                                                     |
| Бізнес, фінанси та адміністрування                       | Бізнес, фінанси та адміністрування                       |                                                          | 15,3%                                                    | 15,3%                                                    |
| Природничі та прикладні науки                            | Природничі та прикладні науки                            |                                                          | 6,8%                                                     | 6,8%                                                     |
| Охорона здоров'я                                         | Охорона здоров'я                                         |                                                          | 6,8%                                                     | 6,8%                                                     |
| Освіта, правозахист, муніципальні та урядові служби      | Освіта, правозахист, муніципальні та урядові служби      |                                                          | 16,1%                                                    | 16,1%                                                    |
| Мистецтво, культура, відпочинок та спорт                 | Мистецтво, культура, відпочинок та спорт                 |                                                          | 3,4%                                                     | 3,4%                                                     |
| Роздрібна торгівля та послуги                            | Роздрібна торгівля та послуги                            |                                                          | 27,3%                                                    | 27,3%                                                    |
| Гуртова торгівля, транспорт та обладнання                | Гуртова торгівля, транспорт та обладнання                |                                                          | 11,5%                                                    | 11,5%                                                    |
| Природні ресурси, сільське господарство                  | Природні ресурси, сільське господарство                  |                                                          | 1,9%                                                     | 1,9%                                                     |
| Виробництво                                              | Виробництво                                              |                                                          | 1,2%                                                     | 1,2%                                                     |

## Клімат
Середня річна температура становить 10,5°C, середня максимальна – 20,6°C, а середня мінімальна – -0,4°C. Середня річна кількість опадів – 761 мм.
| Клімат поселення                              | Клімат поселення | Клімат поселення | Клімат поселення | Клімат поселення | Клімат поселення | Клімат поселення | Клімат поселення | Клімат поселення | Клімат поселення | Клімат поселення | Клімат поселення | Клімат поселення | Клімат поселення |
| Показник                                      | Січ.             | Лют.             | Бер.             | Квіт.            | Трав.            | Черв.            | Лип.             | Серп.            | Вер.             | Жовт.            | Лист.            | Груд.            |                  |
| Середній максимум, °C                         | 9,37             | 10,78            | 12,00            | 14,18            | 17,27            | 19,87            | 20,29            | 20,63            | 18,02            | 13,60            | 9,76             | 7,65             |                  |
| Середня температура, °C                       | 4,49             | 5,90             | 7,12             | 9,30             | 12,39            | 14,98            | 17,19            | 17,51            | 14,91            | 10,48            | 6,65             | 4,53             |                  |
| Середній мінімум, °C                          | −0,38            | 1,02             | 2,23             | 4,42             | 7,51             | 10,11            | 14,09            | 14,40            | 11,81            | 7,37             | 3,53             | 1,42             |                  |
| Норма опадів, мм                              | 120              | 86               | 64               | 42               | 31               | 26               | 18               | 22               | 29               | 68               | 129              | 126              |                  |
| Середньомісячна швидкість вітру, м/с          | 3.58             | 3.40             | 3.52             | 3.47             | 3.41             | 3.45             | 3.30             | 3.00             | 2.65             | 2.83             | 3.55             | 3.65             |                  |
| Середньомісячна сонячна радіація, кДж/м²·день | 3283             | 6161             | 9933             | 14742            | 18509            | 20061            | 21157            | 18110            | 13299            | 7137             | 3708             | 2615             |                  |
| --------------------------------------------- | ---------------- | ---------------- | ---------------- | ---------------- | ---------------- | ---------------- | ---------------- | ---------------- | ---------------- | ---------------- | ---------------- | ---------------- | ---------------- |
| Джерело:                                      |                  |                  |                  |                  |                  |                  |                  |                  |                  |                  |                  |                  |                  |